# Понциана
«Понциана» (итал. Circolo Sportivo Ponziana 1912) — итальянский футбольный клуб из города Триест, в настоящий момент выступает в седьмом по силе дивизионе Италии. Клуб основан в 1912 году, домашние матчи проводит на арене «Джорджо Феррини», вмещающей 1 700 зрителей. По окончании Второй мировой войны как представитель Свободной территории Триест провёл три сезона в высшем дивизионе чемпионата Югославии, лучший результат 7-е место в сезоне 1947/48. В предшествующие и последующие годы «Понциана» выступала в чемпионатах Италии, но успехов не добивалась, лишь в 30-е и 40-е годы ей удавалось подниматься до уровня третьего дивизиона, в остальное время она преимущественно играла в низших региональных лигах.